# Shingeki no Kyojin (4.ª temporada)
A quarta e última temporada de Shingeki no Kyojin (進撃の巨人; também conhecido como Attack on Titan; referido ainda como Shingeki no Kyojin: The Final Season), um anime baseado no mangá de mesmo nome escrito e ilustrado por Hajime Isayama, foi produzida pelo estúdio MAPPA e transmitida originalmente na emissora japonesa  NHK General TV. É dividida em quatro partes: a primeira com 16 episódios, exibidos entre 7 de dezembro de 2020 e 29 de março de 2021; a segunda com 12 episódios, transmitidos entre 10 de janeiro e 4 de abril de 2022; a terceira parte foi exibida em 4 de março de 2023 como um especial de uma hora e a quarta e última parte foi ao ar em 5 de novembro do mesmo ano como um especial de uma hora e meia. Os dois especiais também foram relançados nos serviços de streaming como episódios individuais de televisão. A história da temporada cobre os capítulos 91 a 139 do mangá e narram a invasão da Ilha Paradis, liderados por Eren Yeager, a Marley, a nação responsável por liberar os titãs — gigantes que comem humanos, na cidade natal de Eren anos antes, bem como sua ameaça em realizar o "Rugido da Terra" para matar toda a vida além da ilha.
A quarta temporada foi anunciada em 2019 e estava agendada para ser lançada no outono de 2020, mas foi adiada para estrear em 7 de dezembro. Anteriormente produzido pelo Wit Studio, o MAPPA assumiu a adaptação de Shingeki no Kyojin e a equipe de produção foi substituída por Jun Shishido e Yūichirō Hayashi como diretor-chefe e diretor, respectivamente, enquanto Hiroshi Seko assumiu o papel de roteirista e Tomohiro Kishi o de designer de personagens. Hiroyuki Sawano retorna como compositor, sendo agora acompanhado por Kohta Yamamoto. Além da exibição no Japão, os serviços de streaming Crunchyroll e Funimation licenciaram a série e a transmitiram internacionalmente com legendas em seus respectivos sites. A Funimation também disponibilizou uma versão dublada em português brasileiro.
Para a primeira parte da temporada, a música-tema de abertura é "My War" de Shinsei Kamattechan, enquanto o tema de encerramento é "Shock" de Yuuko Andou. Na segunda parte, "The Rumbling", da banda SiM, é usada na abertura, enquanto o tema de encerramento é "Akuma no Ko" (悪魔の子) de Ai Higuchi. Para o primeiro especial da terceira parte, o tema de encerramento foi "Under the Tree", também da SiM. Na última parte, o tema de encerramento é "Ni Sen-nen... Moshikuwa... ni Man'nengo no Kimi e" (二千年... 若しくは... 二万年後の君へ・・・) interpretada pela Linked Horizon.

## Dubladores
Esta é a lista de dubladores da temporada.
| Personagens principais - Yūki Kaji como Eren Yeager - Marina Inoue como Armin Arlelt - Yui Ishikawa como Mikasa Ackerman | Personagens recorrentes - Ayane Sakura como Gabi Braun - Ayumu Murase como Udo - Eiji Hanawa como Niccolo - Hiro Shimono como Conny Springer - Hiroshi Kamiya como Levi - Jiro Saito como Theo Magath - Kazuhiko Inoue como Willy Tybur - Kensho Ono como Floch Forster - Kiri Yoshizawa como Kiyomi Azumabito - Kishō Taniyama como Jean Kirschtein - Kouji Hiwatari como Onyankopon - Manami Numakura como Pieck Finger - Masahiko Tanaka como Dot Pyxis - Masaya Matsukaze como Colt Grice - Mitsuki Saiga como Yelena - Nana Hamasaki como Kaya - Natsuki Hanae como Falco Grice - Otoya Kawano como Artur Braus - Romi Park como Hange Zoe - Shiori Mikami como Historia Reiss - Toshiki Masuda como Porco Galliard - Yū Kobayashi como Sasha Blouse - Yūmi Kawashima como Zofia |

## Episódios
| Parte 1 |    | |                                                                              |                              |                         |
| 60 | 1  | "Do Outro Lado do Oceano" Transliteração: "Umi no Mukōgawa" (em japonês: 海の向こう側) | Kaori Makita                                                                 | Hiroshi Seko                 | 7 de dezembro de 2020   |
| Durante a fase expansionista de Marley, o país está envolvido em uma guerra de quatro anos contra as Forças Aliadas do Oriente Médio e está tentando conquistar a Ilha Paradis. Soldados eldianos estão sendo usados como bucha de canhão para atacar o Forte Slava, incluindo Falco, um dos jovens candidatos a guerreiros eldianos, e seu irmão mais velho Colt. Este propõe ao general Magath que eles usem o poder dos Titãs Guerreiros, mas ele se recusa porque as Forças Aliadas têm um trem blindado e canhões capazes de destruir titãs. Gabi, uma candidata promissora para assumir o Titã Blindado, consegue se aproximar do trem enquanto aparece desarmada e o explode com granadas. Isso permite o ataque do Titãs Carroceiro de Pieck, Mandíbula de Porco Galliard e Blindado de Reiner. De um dirigível acima do Forte Slava, humanos eldianos são transformados em titãs puros por Zeke e são arremessados contra o forte, causando destruição e caos. Zeke então se transforma no Titã Bestial e joga munição contra os navios das Forças Aliadas, afundando a frota. Os marleyanos capturam o forte e vencem a guerra com um grande sacrifício dos eldianos. No entanto, a existência de armas capazes de ferir até os Titãs Guerreiros faz com que Marley perceba que eles precisam do poder do Titã fundador mais do que nunca. |    | |                                                                              |                              |                         |
| 61 | 2  | "Trem da Noite Escura" Transliteração: "Yamiyo no Ressha" (em japonês: 闇夜の列車) | Daisuke Tokudo                                                               | Hiroshi Seko                 | 14 de dezembro de 2020  |
| Em uma conversa entre os generais de Marley sobre o poder dos titãs estar ficando ultrapassado perante as armas e aeronaves das nações inimigas, Zeke propõe um ataque à Ilha Paradis dentro de um ano para retomar o Titã Fundador e ganhar tempo para a reconstrução do exército de Marley, mesmo que navios de investigação enviados por eles para a ilha não voltaram e foram provavelmente destruídos pelo titã de Eren Yeager. No trem de volta para suas casas na cidade de Liberio, Gabi é ovacionada pelos soldados eldianos sobreviventes por sua coragem e Reiner intimida Falco após ele reclamar sobre Gabi ser a candidata principal para herdar o Titã Blindado e assim ter que morrer aos 27 anos, e também o encoraja a herdar o titã no lugar de Gabi para salvá-la de seu destino. Ao chegarem, Gabi e Reiner, primos, se reencontram com sua família, enquanto Falco vê soldados eldianos traumatizados pela guerra e tenta acalmar um deles. No dia seguinte, Zeke se encontra com os outros guerreiros titãs e conta seu plano para usar a influente família nobre Tybur e seu Titã Martelo de Guerra para ajudar na captura da Ilha Paradis e contar ao mundo sobre a ameaça daquele lugar, já que eles foram a primeira família eldiana a opor-se ao rei Fritz. Os Tyburs revelarão o seu envolvimento ao público durante um festival em Liberio, quando estarão presentes dignitários de vários países. |    | |                                                                              |                              |                         |
| 62 | 3  | "Porta da Esperança" Transliteração: "Kibō no Tobira" (em japonês: 希望 の 扉) | Kōki Aoshima Hiromi Nishiyama                                                | Hiroshi Seko                 | 21 de dezembro de 2020  |
| Reiner relembra seu passado de quando ele e sua mãe foram abandonados por seu pai marleyano, o que o levou a tentar se tornar um marleyano honorário. Ele entrou no programa de treinamento militar, onde cadetes selecionados seriam escolhidos para se tornarem titãs; Annie Leonhart foi escolhida como a Titã Fêmea, Marcel Galliard como o Titã Mandíbula, Zeke Yeager como o Titã Bestial, Pieck Finger como o Titã Carroceiro e Bertolt Hoover como o Titã Colossal. Reiner foi o escolhido para portar o Titã Blindado porque Marcel sabotou a reputação de seu irmão, Porco, para poupa-lo dos perigos da batalha. O General Magath enviou Annie, Bertolt, Reiner e Marcel em uma missão para recuperar o Titã Fundador em Paradis, mas na chegada, Ymir, na forma de uma titã pura, surgiu do chão e devorou Marcel. Annie e Bertolt queriam abortar a missão, mas Reiner os convenceu a prosseguir, levando ao rompimento da Muralha Maria. Após a missão, eles voltaram às suas formas humanas e se juntaram ao Corpo de Treinamento em Paradis. No presente, Reiner pensa em cometer suicídio, mas reconsidera por causa de seu papel como mentor de Falco e dos outros guerreiros cadetes. Enquanto isso, Falco conversa com um soldado eldiano ferido que perdeu uma perna, que admite fingir amnésia para evitar ser mandado de volta para casa. |    | |                                                                              |                              |                         |
| 63 | 4  | "De Uma Mão à Outra" Transliteração: "Te kara Te e" (em japonês: 手から手へ) | Tetsuaki Matsuda                                                             | Hiroshi Seko                 | 28 de dezembro de 2020  |
| O general Magath conversa com Willy Tybur enquanto este admira a estátua de Helos, o herói marleyano que ficou conhecido por derrotar os eldianos e salvar o mundo, e descobre que a família Tybur são os reais governantes de Marley, que cederam o controle do país aos marleyanos como forma de retribuição por seus pecados. Willy comenta que a nação precisa de um novo herói, e posteriormente concede a Magath o controle sobre todo o exército. No hospital psiquiátrico, o soldado eldiano ferido se encontra com o doutor Yaeger, que pede a ele para voltar para casa para que não se arrependa posteriormente dos seus atos, assim como o próprio se sente responsável pelo destino de seus dois filhos. Na véspera do festival, os candidatos a guerreiro servem como garçons aos embaixadores que vieram a Liberio, e Udo, um dos guerreiros, acidentalmente derrama vinho no quimono de uma embaixadora de Hizuru, mas esta encobre o acidente para poupar o garoto. Em uma cena pós-créditos, pouco antes da declaração de guerra de Willy contra Paradis, Falco leva Reiner para conhecer o soldado eldiano ferido, que se revela como Eren. |    | |                                                                              |                              |                         |
| 64 | 5  | "Declaração de Guerra" Transliteração: "Sensen Fukoku" (em japonês: 宣戦布告) | Teruyuki Ōmine                                                               | Hiroshi Seko                 | 11 de janeiro de 2021   |
| Willy começa sua apresentação teatral para o público enquanto Eren e Reiner ouvem em um porão abaixo do palco com Falco. Willy conta a história conhecida de Helos, que formou uma aliança com a família Tybur para derrotar o rei Fritz; no entanto, ele revela que Fritz e os Tyburs inventaram o mito. O rei queria paz e foi voluntariamente para a Ilha Paradis com os eldianos restantes, jurando renunciar à guerra. Sua ideologia foi passada através de sua linhagem, o que manteve seus sucessores presos a sua promessa, enquanto prometia libertar os Titãs das Muralhas, colocando o chamado Rugido da Terra em ação, se a paz fosse quebrada por Marley. Enquanto isso, Pieck e Porco são presos por um soldado marleyano em uma pequena adega com paredes de pedra que os impede de se transformar em titãs. De volta ao porão, Eren lembra Reiner de seu passado como inimigo, mas explica que desde sua chegada em Marley, ele percebeu que os dois são iguais, mas com crenças contrastantes devido a suas diferentes origens. Eles ouvem Willy anunciar que Eren é uma ameaça à paz mundial, pois ele não é da família Fritz. Assim que Willy declara guerra a Paradis, Eren se transforma no Titã de Ataque e sai do porão, jogando Willy no ar e se posicionando para engoli-lo. |    | |                                                                              |                              |                         |
| 65 | 6  | "Titã Martelo de Guerra" Transliteração: "Sentsui no Kyojin" (em japonês: 戦鎚の巨人) | Atsushi Tsukasa Takahiro Kaneko                                              | Hiroshi Seko                 | 18 de janeiro de 2021   |
| Em um flashback antes da declaração de guerra, Willy se despede de sua família e discute com o general Magath a alta probabilidade de um ataque mortal na cerimônia, mas ele está preparado para se tornar um mártir em apoio a sua causa. No presente, o titã de Eren devora Willy e continua sua fúria, causando mortes em massa, incluindo os candidatos a guerreiro Zofia e Udo. A irmã de Willy, Lara Tybur, se transforma no Titã Martelo de Guerra, que é imediatamente atacada por Eren, mas ela consegue escapar usando sua habilidade de endurecimento para criar armas destrutivas. Enquanto isso, Pieck e Porco são resgatados pela Unidade Panzer, os soldados que ficam montados no Titã Carroceiro, enquanto a Divisão de Reconhecimento começar a atacar. A Titã Martelo de Guerra força Eren a sair do corpo de seu titã, mas antes que ela possa matá-lo, Mikasa ataca sua nuca com lanças de trovão. No entanto, a Titã Martelo de Guerra se regenera e Eren percebe que o corpo de Lara está no subsolo, conectado por uma longa gavinha branca. Ele se transforma no Titã de Ataque novamente e corta a gavinha, preparando-se para devorá-la. De repente, o Titã Mandíbula de Porco pula no seu pescoço e tenta comer Eren, mas Levi chega e corta a articulação da mandíbula do titã, impedindo-o de morder. |    | |                                                                              |                              |                         |
| 66 | 7  | "Agressão" Transliteração: "Kyōshū" (em japonês: 強襲) | Jun Shishido                                                                 | Hiroshi Seko                 | 25 de janeiro de 2021   |
| A Divisão de Reconhecimento cerca Porco, mas são incapazes de matá-lo quando o Titã Carroceiro de Pieck, vestido com armas projetadas contra o equipamento de manobras 3D, começa a eliminá-los. Falco reaparece vivo, tendo sido protegido pela transformação de Eren por um escudo em forma de flor formado pela transformação parcial de Reiner. O Titã Bestial de Zeke chega enquanto soldados marleyanos cercam Liberio, mas é rapidamente destruído por Levi. No porto, Armin se transforma no Titã Colossal e destrói a Marinha de Marley. Hange chega em um dirígivel para evacuar a Divisão de Reconhecimento, sendo guiada por luzes colocadas no início da batalha. Sasha mata um membro da Unidade Panzer e depois Jean incapacita o Titã Carroceiro usando lanças de trovão. Mikasa imobiliza Porco cortando suas pernas quando ele se lança contra Eren, que se aproveita para usar as mandíbulas daquele titã como um quebra-nozes para destruir o invólucro de cristal que cobre o corpo de Lara; ele engole seus restos e ganha os poderes do Titã Martelo de Guerra. Reiner acorda com os gritos de Gabi e Falco por ajuda e surge para confrontar Eren. |    | |                                                                              |                              |                         |
| 67 | 8  | "Bala da Morte" Transliteração: "Kyōdan" (em japonês: 凶弾) | Hidetoshi Takahashi Lie Jun Yang Yōsuke Yamamoto                             | Hiroshi Seko                 | 1 de fevereiro de 2021  |
| Eren envolve-se numa breve batalha com o Titã Blindado de Reiner, que cai rapidamente mas consegue salvar a vida de Porco. Eren, tendo atingido o seu limite, deixa de lutar e é levado por Mikasa para escaparem a bordo do dirigível de Hange. Levi prende Eren por ter iniciado a sua própria missão e envolver a Divisão de Reconhecimento no seu salvamento. Gabi corre atrás do dirigível com uma espingarda, mas é interrompida por Falco, que percebe a necessidade de vingança do inimigo após o devastador ataque à Paradis para assegurar o Titã Fundador. Gabi recusa-se a ouvir e mata o recruta Lobov, depois utiliza o seu equipamento ODM para chegar ao dirigível com Falco e ao entrar logo atira e mata Sasha. Enquanto isso Pieck diz a Magath que a mulher que os prendeu antes da batalha é uma soldada chamada Yelena, que foi membra da primeira frota de navios de investigação enviada para Paradis três anos antes. Gabi e Falco são levados até Zeke, que tinha forjado a sua própria morte e tem ajudado a Divisão de Reconhecimento a acreditar que o podem criar um novo Império Eldiano. Quando Eren sabe da morte de Sasha, ele começa a rir depois de ouvir que sua última palavra foi "carne". |    | |                                                                              |                              |                         |
| 68 | 9  | "Soldados Voluntários" Transliteração: "Giyūhei" (em japonês: 義勇兵) | Kōki Aoshima                                                                 | Hiroshi Seko                 | 8 de fevereiro de 2021  |
| Três anos antes do ataque a Marley, o Titã de Ataque de Eren destruiu o primeiro navio de reconhecimento marleyano e sua tripulação foi capturada. Yelena e outros desertores marleyanos se ofereceram para ajudar os eldianos, apoiando o plano de Zeke de realizar o Rugido da Terra a fim de apoiar Eldia contra Marley. Yelena e Onyankopon cederam diagramas de armas marleyanas e armamentos avançados. A Divisão de Reconhecimento usou Yelena para atrair mais navios de investigação e recrutar mais soldados marleyanos como mão-de-obra para a construção de um conjunto de docas na ilha. Armin acreditava na obtenção de paz com Marley com a ajuda de soldados como Yelena, mas Eren acreditava firmemente que Marley deveria ser destruída pela força. De volta ao presente, um chef de cozinha marleyano chamado Nicolo, que fez amizade com Sasha, chora pela morte dela e faz as pazes com sua família. Armin reflete perante a forma cristalizada de Annie se ajudar Eren na invasão à Marley foi a decisão correta. Enquanto isso, Eren segue preso e insiste que o único jeito de sobreviver é lutando. |    | |                                                                              |                              |                         |
| 69 | 10 | "Argumento Correto" Transliteração: "Seiron" (em japonês: 正論) | Kaori Makita                                                                 | Hiroshi Seko                 | 15 de fevereiro de 2021 |
| Há dois anos, através de um conselho de Zeke, uma enviada especial da nação de Hizuru chamada Kiyomi Azumabito desembarcou em Paradis para negociar. Uma tatuagem no braço de Mikasa revela que ela é uma descendente do xogum que governa aquele país. Kiyomi acredita que Hizuru poderia ajudar Paradis a realizar o plano de proteção de Zeke através do Rugido da Terra em troca da aquisição das preciosas pedras de gelo explosivas - um geodo misterioso encontrado na ilha que serve de combustível para o equipamento ODM. Kiyomi enumera as proposições de Zeke: fazer um teste do Rugido, reforçar e modernizar o exército de Paradis e que o Titã Bestial fosse passado a alguém de sangue real. Historia concorda em herdar o Titã Bestial, mas Eren rejeita a ideia. Apesar disso, Hizuru decide se juntar aos marleyanos contra Paradis enquanto a Divisão de Reconhecimento se empenha em decidir sua estratégia contra Marley e quem deveria herdar o titã de Eren quando seu tempo acabar. No presente, Historia está grávida e vive com um homem local que ela conheceu na infância. Jean e Connie acreditam que Eren perdeu toda sua simpatia pelos seus amigos e Armin sugere que Eren poderia ser comido por alguém mais digno de confiança. |    | |                                                                              |                              |                         |
| 70 | 11 | "Mentiroso" Transliteração: "Itsuwari Mono" (em japonês: 偽り者) | Teruyuki Ōmine                                                               | Hiroshi Seko                 | 22 de fevereiro de 2021 |
| Em Paradis, Gabi mata o guarda da prisão e foge com Falco para a floresta. Eles são encontrados por uma jovem chamada Kaya, que lhes oferece comida e abrigo nos estábulos da família Braus. Azumabito chega às docas finalizadas com a delegação de Hizuru em um avião coberto movido à pedra de gelo explosivo que ela diz ser "o primeiro barco voador do mundo". Por vazar informações sobre a prisão de Eren à imprensa, Hange prende quatro membros da Divisão de Reconhecimento, incluindo Floch e Louise, uma garota salva por Mikasa durante a batalha de Trost. Nos estábulos da família Braus, após Gabi acusar Kaya de ser um "demônio", esta revela que ela sabe que Gabi e Falco são marleyanos. Kaya explica como seu vilarejo foi destruído e que sua mãe foi comida viva por um titã há quatro anos e questiona porque estas pessoas deveriam morrer pelos pecados cometidos pelos eldianos há centenas de anos. Falco acalma as duas e Kaya os informa que eles foram convidados para jantar no restaurante gerido por um marleyano. Em uma cena pós-créditos, Magath deduz que Zeke está vivo e se aliou a Paradis. Reiner sugere que Marley deve invadir imediatamente a ilha para salvar Gabi e Falco antes que Zeke se prepare para um contra-ataque. |    | |                                                                              |                              |                         |
| 71 | 12 | "Quem Conduz" Transliteração: "Michibiku Mono" (em japonês: 導く者) | Kunihiro Mori                                                                | Hiroshi Seko                 | 1 de março de 2021      |
| Yelena revela ao Comandante Pyxis que ela tinha se encontrado em segredo com Eren antes de sua infiltração em Marley enquanto que, em outro local, Onyankopon conta a Hange como Yelena era ferozmente leal a Zeke em Marley. O premier Zachary diz a Mikasa e Armin que suspeita de Eren conspirar com os voluntários e de ser manipulado por Zeke. Após saírem do seu escritório, uma bomba mata Zachary e outros três soldados, o que agita os manifestantes do lado de fora que estão ansiosos para lutar por um Novo Império Eldiano. No entanto, Eren e seus apoiadores da Divisão de Reconhecimento escapam da prisão e ele se encontra com os envolvidos na plantação da bomba. A Polícia Militar diz a Divisão de Reconhecimento que sua intenção era de tomar o Titã Fundador de Eren e referem-se aos seus apoiadores como "jaegeristas". Uma vez que o número de jaegeristas e as suas identidades são desconhecidos, Pyxis declara que o governo deveria fazer um acordo com Eren utilizando a localização de Zeke como moeda de troca. Azumabito pede a Mikasa para se juntar a Hizuru, mas ela recusa, citando sua lealdade ao povo eldiano em Paradis e Hange suspeita que Yelena e os voluntários estejam envolvidos nas ambições de Zeke na ilha. A família Braus, junta com Gabi e Falco, se preparam para encontrar Nicolo para um jantar privado. Enquanto isso, é mostrado que Pieck já se infiltrou em Paradis. |    | |                                                                              |                              |                         |
| 72 | 13 | "Crianças da Floresta" Transliteração: "Mori no Kora" (em japonês: 森の子ら) | Yasuhiro Geshi Kōnosuke Uda                                                  | Hiroshi Seko                 | 8 de março de 2021      |
| Zeke revela a Levi que por ordens de Marley, há cinco anos ele liberou seu líquido espinhal de titã em forma gasosa no vilareijo de Ragako, paralisando os aldeões e transformando eles em titãs com seu grito. Durante o jantar privado com a família Braus, Gabi e Falco se aproximam de Nicolo dizendo a ele para espalhar a mensagem para os seus colegas de que Marley está preparando um ataque à ilha. Nicolo deduz que foi Gabi quem matou Sasha, que ele amava, e tenta espancá-la com uma garrafa de vinho marleyano; em vez disso, Falco leva o golpe. Nicolo arrasta Gabi para a frente do pai de Sasha para que ele possa matá-la, mas ele se recusa, acreditando que a garota não era culpada pois estava lutando pela sua vida assim como Sasha fez. A Divisão de Reconhecimento chega ao local e Mikasa e Armin escoltam Gabi para longe. Nicolo revela que ele suspeita que o fluído espinhal de Zeke esteja dentro das garrafas de vinho e que elas foram dadas diretamente por Yelena. O vinho foi passado para os superiores do governo e ingerido acidentalmente por Falco quando ele foi golpeado. Levi recebe a notícia da morte de Zachary e pondera como ele errou completamente as intenções de Eren como salvador da humanidade. Os jaegeristas se infiltram no restaurante munidos com armas e Floch exige a localização de Zeke e revela que sempre soube do plano de Zeke com o fluído espinhal e os vinhos. Enquanto isso, Eren encontra Mikasa, Armin e Gabi e pede para falar com eles. |    | |                                                                              |                              |                         |
| 73 | 14 | "Selvageria" Transliteração: "Bōaku" (em japonês: 暴悪) | Jun Shishido                                                                 | Hiroshi Seko                 | 22 de março de 2021     |
| Eren afirma para Armin e Mikasa que está agindo por sua própria vontade. Como cada hospedeiro de um titã é afetado pelas memórias de seu dono anterior, Eren diz que Armin está sendo manipulado pelas memórias de Bertholdt. Ele também revela que Mikasa foi programada para proteger a família real eldiana por causa de sua linhagem Ackermann, pela qual ele a odiava desde que eram crianças. Eren e os jaegeristas levam Armin, Mikasa e Gabi para o distrito de Shiganshina, onde Eren planeja se juntar a Zeke. Na floresta, Levi cogita fazer com que Zeke seja devorado para evitar que Eren o use. No entanto, Zeke foge do acampamento e grita, transformando os subordinados de Levi em titãs puros devido ao vinho contaminado que beberam. Levi mata todos eles e persegue Zeke, que está sendo levado por titãs sob seu controle. Levi alcança Zeke, que se transforma no Titã Bestial em uma tentativa desesperada de escapar, mas Levi usa lanças do trovão para destruir a nuca do titã e recuperar o corpo danificado de Zeke. Floch leva os cadetes militares em Shiganshina para o lado dos jaegeristas, ameaçando-os com detenção. Levi amarra Zeke e o imobiliza com uma lança do trovão, planejando dá-lo de comer para algum dos jaegeristas. |    | |                                                                              |                              |                         |
| 74 | 15 | "A Única Salvação" Transliteração: "Yuiitsu no Sukui" (em japonês: 唯一の救い) | Mitsue Yamazaki                                                              | Hiroshi Seko                 | 22 de março de 2021     |
| Ferido, Zeke se lembra de sua vida. Quando criança, ele foi tratado duramente por seus pais Grisha Yeager e Dina Fritz, especialmente quando ele ficou para trás em seu treinamento de guerreiro. Os dois o viam como uma ferramenta em seus planos para restaurar Eldia e derrubar Marley. Um dia, Zeke encontrou Tom Ksaver, que era o então Titã Bestial, e, ao longo dos anos, eles desenvolveram uma relação pai-filho enquanto brincavam com uma bola e compartilhavam informações. Quando Zeke soube que seus pais eram Restauracionistas, ele os entregou à polícia a pedido de Ksaver para se salvar de ser transformado em um titã puro em Paradis. Mais tarde, Ksaver diz a Zeke que sua pesquisa sobre titãs revelou que o Titã Fundador é capaz de manipular a estrutura corporal dos eldianos. Juntos, Zeke e Ksaver resolvem "salvar" o povo eldiano esterilizando-os através do poder do Titã Fundador. Durante o ataque de Marley em Paradis, Zeke descobriu que Eren possuía o Titã Fundador e anos depois, enquanto Eren estava no hospital em Marley, Zeke o convenceu a cooperar com seu plano de "eutanásia" em massa dos eldianos. De volta ao presente, Zeke ativa a lança do trovão, desencadeando uma explosão na qual Levi é atirado para longe. |    | |                                                                              |                              |                         |
| 75 | 16 | "No Céu e na Terra" Transliteração: "Tenchi" (em japonês: 天地) | Teruyuki Ōmine Tomoko Hiramuki Jun Shishido Mitsue Yamazaki Yūichirō Hayashi | Hiroshi Seko                 | 29 de março de 2021     |
| Hange e seu grupo ouvem a explosão da lança do trovão e decidem investigar. Enquanto isso, uma titã pura se aproxima do corpo de Zeke e o coloca dentro de seu abdômen. Yelena e os voluntários marleyanos mantêm o governo de Paradis como reféns com a ameaça de serem transformados em titãs, já que a maioria bebeu o vinho com o fluido espinhal de Zeke. Ela então explica o plano de Zeke e Eren para os membros da Divisão de Reconhecimento presos: uma eutanásia generalizada dos eldianos para evitar o nascimento de mais súditos de Ymir até a morte do filho de Historia, após o qual a humanidade estará livre da ameaça dos titãs. Nesse ínterim, eles usarão a ameaça do Rugido da Terra para impedir a interferência de outras nações em Paradis. Eren se encontra com Gabi, mas é interrompido por Pieck que surpreendentemente se oferece para se juntar aos jaegeristas. Ela afirma que os marleyanos devem ser punidos por seu tratamento ao povo eldiano e concorda em trair seus compatriotas. No entanto, uma vez no telhado do edifício onde estavam, o Titã Mandíbula de Galliard surge de baixo e tenta devorar Eren. Para se salvar, Eren também se transforma em titã, revelando sua localização para um grupo de dirigíveis marleyanos que se aproximam. |    | |                                                                              |                              |                         |
| Parte 2 |    | |                                                                              |                              |                         |
| 76 | 17 | "Sentença" Transliteração: "Danzai" (em japonês: 断 罪) | Yūichirō Hayashi                                                             | Hiroshi Seko                 | 10 de janeiro de 2022   |
| Hange e os jaegeristas recuperam o corpo de Levi e encontram Zeke depois dele emergir de um Titã irracional em sua forma humana, que Hange usa como distração para escapar com Levi. Zeke explica a Floch que suas feridas foram tratadas por uma garota misteriosa em um lugar místico chamado "Caminhos". Em Shiganshina, soldados marleyanos descem do céu em dirigíveis enquanto Pieck e Gabi se reúnem com Magath. Na luta que se segue, os soldados jaegeristas são massacrados pelas forças de Marley, enquanto Reiner e Porco lutam contra Eren, que usa o poder do Titã Martelo de Guerra para tentar empala-los com seus espinhos. Pieck atira em Eren da Muralha Maria, fazendo com que ele perca o controle, dando a Reiner a chance de perfurar Eren com um de seus próprios espinhos endurecidos. Em desespero, Onyankopon libera os membros da Divisão de Reconhecimento e pede a ajuda deles para derrotar os marleyanos. |    | |                                                                              |                              |                         |
| 77 | 18 | "Ataque Surpresa" Transliteração: "Damashi Uchi" (em japonês: 騙し討ち) | Jun Shishido                                                                 | Hiroshi Seko                 | 17 de janeiro de 2022   |
| A Divisão de Reconhecimento relutantemente decide ajudar Eren, embora Mikasa expresse suas dúvidas sobre os motivos de Eren. Enquanto isso, a batalha de Eren contra Reiner e Porco continua, com Eren lentamente ganhando vantagem. Zeke chega como o Titã Bestial no topo da Muralha Maria e começa a atacar os dirigíveis, soldados e guerreiros de Marley. A Divisão de Reconhecimento força os jaegeristas a libertarem os membros presos da Polícia Militar e do Regimento da Guarnição, incluindo o Comandante Pyxis, que se oferece para liderar um grupo de soldados que beberam o vinho contaminado de Zeke para afastar os invasores. Nile reúne Falco com Gabi e Colt, e juntos eles correm para impedir Zeke de gritar e transformar Falco e os soldados contaminados em titãs. Pieck finge a morte do Titã Carroceiro, o que permite a Magath atirar na nuca do Titã Bestial com o canhão anti-Titã, ferindo gravemente Zeke e fazendo-o cair da muralha. Enquanto Eren manca em direção ao Titã Bestial, Reiner corre para impedir que Eren entre em contato com Zeke. |    | |                                                                              |                              |                         |
| 78 | 19 | "Dois Irmãos" Transliteração: "Ani to Otōto" (em japonês: 兄と弟) | Teruyuki Omine                                                               | Hiroshi Seko                 | 24 de janeiro de 2022   |
| Eren fere gravemente Porco além de suas capacidades regenerativas, enquanto Colt implora a Zeke para não usar seu grito até que Falco esteja fora do seu alcance; entretanto, ele grita mesmo assim, transformando todos que beberam o vinho contaminado em titãs puros, incluindo Pyxis, Nile e Falco, enquanto Colt morre das queimaduras sofridas pela transformação do irmão, que tenta devorar Reiner depois de sua transformação. Porco, que viu as memórias de Marcel e acredita ser um homem melhor do que Reiner, se sacrifica permitindo que Falco o coma. A Divisão de Reconhecimento ataca Pieck com uma Lança do Trovão, permitindo que Eren vá até Zeke em sua forma humana. No entanto, Gabi atira nele com um rifle anti-titã, decapitando-o, com sua cabeça caindo na mão de Zeke. A consciência de Eren é imediatamente transportada para a dimensão dos Caminhos, onde ele se encontra com um Zeke envelhecido e acorrentado, uma representação do voto do rei Fritz de renunciar à guerra. Quando uma jovem que é a alma da Fundadora Ymir se aproxima, Eren declara que nunca quis seguir o plano de Zeke e tenta controlá-la, mas Zeke revela que Ymir só segue as ordens daqueles com sangue real. Zeke solta suas correntes e, em outra tentativa de convencer Eren a seguir seu plano de eutanásia, ele toca suas cabeças. |    | |                                                                              |                              |                         |
| 79 | 20 | "Lembranças do Futuro" Transliteração: "Mirai no Kioku" (em japonês: 未来の記憶) | Kōki Aoshima                                                                 | Hiroshi Seko                 | 31 de janeiro de 2022   |
| Usando os Caminhos, Zeke mostra a Eren sua vida desde seu nascimento através das memórias de seu pai, Grisha, na esperança de convencê-lo de ele havia feito uma lavagem cerebral nele. No entanto, os dois descobrem que Grisha, ao invés disso, abandonou seu nacionalismo eldiano e permitiu que Eren encontrasse seu próprio caminho na vida. Os dois finalmente chegam no momento em que Grisha confronta a família Reiss, e quando este implora a Frieda para salvar Paradis com o Titã Fundador, ele revela que a habilidade do Titã de Ataque é que seu portador pode ver as memórias de seus futuros herdeiros. Quando Frieda se recusa a ajudar, Grisha decide matar os Reiss e tomar o Titã Fundador para si, mas não consegue. Contudo, Eren o incita a eventualmente massacrá-los. Após o evento, Grisha desaba e vê Zeke, dizendo a ele que será o plano de Eren que se concretizará. Grisha então expressa seu arrependimento a Zeke por não ser um pai melhor, implorando a ele para parar Eren, que rapidamente os traz de volta aos Caminhos. |    | |                                                                              |                              |                         |
| 80 | 21 | "De Você de 2 Mil Anos Atrás" Transliteração: "Nisennen-mae no Kimi kara" (em japonês: 二千年前の君から) | Naoki Matsuura                                                               | Hiroshi Seko                 | 7 de fevereiro de 2022  |
| Zeke ordena desesperadamente que Ymir realize o plano de eutanásia e enquanto ela caminha em direção à Coordenada, Eren se liberta à força de suas correntes e corre para pará-la e ao fazer contato, são mostradas as memórias dela. Há dois mil anos, Ymir vivia em uma pequena vila rural que foi invadida por conquistadores liderados por Fritz, que buscavam fazer de Eldia a potência dominante no mundo. Depois dele escravizar a população e cortar suas línguas, Ymir é culpada por deixar porcos engaiolados escaparem. Ela é caçada e cai em uma árvore, onde a fonte de toda a matéria viva se liga a ela e a transforma na primeira titã. Ao longo dos anos, Fritz usa o Titã Fundador para destruir os exércitos de Marley e revolucionar a sociedade, enquanto tem três filhas com Ymir: Maria, Rose e Sina. Depois que ela se sacrifica para salvar Fritz de um dissidente, ele ordena que suas filhas comam o corpo dela e que seus descendentes continuem transmitindo o poder dos titãs. Ao ver o passado de Ymir, Eren lhe dá a liberdade de escolher o que quer fazer. Escolhendo ficar do lado dele, Ymir começa o Rugido da Terra e as muralhas de Paradis caem, libertando milhares de titãs colossais em uma marcha contra o mundo. Eren então usa os Caminhos para anunciar a todos os súditos de Ymir suas intenções de exterminar toda a vida fora da ilha. |    | |                                                                              |                              |                         |
| 81 | 22 | "Descongelamento" Transliteração: "Hyōkai" (em japonês: 氷解) | Jun Shishido Hidekazu Hara Kiō Igarashi                                      | Hiroshi Seko                 | 14 de fevereiro de 2022 |
| Eren e os Titãs das Muralhas marcham para pisotear o resto do mundo enquanto os titãs puros criados por Zeke atacam descontroladamente quem está em Shiganshina. Armin, Mikasa e Jean reúnem os jaegeristas e os cadetes restantes enquanto Connie escapa com Falco inconsciente, a quem ele planeja dar para sua mãe titã comê-lo para torná-la humana novamente. Nas ruas cheias de titãs, Gabi salva Kaya do titã puro de Nile, e a família Braus logo depois a protege da Divisão de Reconhecimento. Os soldados eldianos, liderados por Jean e o instrutor Keith Shadis, atraem todos os titãs puros para o castelo no centro de Shiganshina, onde trabalham juntos para acabar com seus ex-companheiros, com Armin matando o titã de Pyxis. Logo depois, Armin e Mikasa se reúnem com Gabi e a família Braus, e Gabi fica horrorizada ao saber das intenções de Connie e implora a Armin para convencer Eren de que todos fora da ilha não precisam morrer. Ela menciona que a armadura do Titã Blindado de Reiner caiu ao mesmo tempo que as muralhas. Ao ouvir isso, Armin suspeita que todo o endurecimento dos titãs foi desfeito, o que significa que Annie pode ter sido libertada de seu cristal. |    | |                                                                              |                              |                         |
| 82 | 23 | "Pôr do Sol" Transliteração: "Yūyake" (em japonês: 夕焼け) | Mitsue Yamazaki                                                              | Hiroshi Seko                 | 21 de fevereiro de 2022 |
| Enquanto os Titãs das Muralhas continuam sua marcha para fora de Paradis, os moradores do Distrito de Trost discutem sobre o custo em vidas e a devastação da estratégia de Eren causada pelo Rugido da Terra. Hitch encontra Annie enfraquecida após ser libertada de seu invólucro de cristal e a ajuda a escapar da Polícia Militar. Annie diz a ela não quer mais lutar e deseja se reunir com seu pai adotivo em Marley. Embora ele a tenha brutalmente criado para ser uma Guerreira, quando Annie partiu, ele se arrependeu por não tratá-la como uma filha. De volta a Shiganshina, Armin repreende Mikasa por se preocupar com Eren, a quem ele vê como uma causa perdida, mas se acalma dizendo que Erwin deveria ter sido revivido em vez dele. Armin e Gabi então saem para perseguir Connie e Falco, o último tendo perdido a memória da recente batalha depois de acordar. Enquanto isso, Floch e os jaegeristas confrontam os Voluntários com a realidade de que sua única escolha é aceitar a submissão aos eldianos ou a morte. Floch então tenta convencer Mikasa e Jean a desistir de lutarem e se aposentarem como heróis de Paradis. Fora da muralhas, Pieck e Magath fogem para o campo e encontram Hange com Levi gravemente ferido. |    | |                                                                              |                              |                         |
| 83 | 24 | "Orgulho" Transliteração: "Kyōji" (em japonês: 矜持) | Kazuo Miyake                                                                 | Hiroshi Seko                 | 28 de fevereiro de 2022 |
| Depois de escapar dos jaegeristas, Hange monta acampamento na floresta e sutura as feridas de Levi, que também recebem a mensagem de Eren para os eldianos. Mais tarde, quando os dois encontram Pieck e Magath, eles se oferecem para se aliarem. Connie chega com Falco à vila de Ragako, mas antes que ele consiga fazer com que sua mãe engula o garoto, ele é interrompido por Gabi e Armin, que desesperado pula na boca da titã, apenas para ser salvo por Connie, que muda de ideia sobre Falco. Todos eles retornam à cidade onde encontram Annie, que se junta a eles, abandonando Hitch no processo. Enquanto isso, Mikasa recupera seu cachecol de Louise, que sofreu ferimentos fatais na batalha em Shiganshina. Floch se prepara para que ele e Jean executem Yelena e Onyankapon por traição contra o Império Eldiano, mas Jean dispara quatro tiros no chão. Logo após, o Titã Carroceiro aparece de repente e pega Jean, Yelena e Onyankapon, levando-os para Magath, Levi e Hange, que juntaram forças. Enquanto isso, os tiros também foram um sinal para o grupo de Mikasa e Connie sair com Annie e se juntar a Reiner em sua missão de salvar o mundo de Eren. |    | |                                                                              |                              |                         |
| 84 | 25 | "A Noite do Fim" Transliteração: "Shūmatsu no Yoru" (em japonês: 終末の夜) | Mitsue Yamazaki                                                              | Hiroshi Seko                 | 7 de março de 2022      |
| Jean vislumbra um futuro seguro e feliz na Polícia Militar junto de sua esposa e filho. Hange, no entanto, o desperta e pede a ele e Mikasa que se juntem ao resto da Divisão de Reconhecimento e dos marleyanos para impedir o genocídio pretendido por Eren, o que ele concorda em fazer relutantemente depois de se lembrar de Marco. Em seu acampamento na floresta, Magath começa um debate acalorado sobre qual lado começou o conflito entre as duas partes e sobre quem seriam os verdadeiros "demônios", com Annie confrontando Mikasa sobre se ela seria capaz de matar Eren caso ela não conseguisse convencê-lo a parar o Rugido da Terra. Magath então confronta Yelena, revelando que ela é na verdade uma marleyana que falsificou seu passado para se juntar a Zeke. Yelena continua a forçar cada um dos presentes a confrontar suas próprias ações passadas, incluindo como Reiner fez com que Marco fosse comido por um titã, impedindo-o de revelar os seus planos. Furioso com a autopiedade de Reiner, Jean o ataca selvagemente, mas os os outros intervêm, incluindo Gabi, que implora pela ajuda dele para salvar sua família em Marley. Na manhã seguinte, Jean pede desculpas a ela, mas admite que ainda não consegue perdoar Reiner. Eles então vão para o porto para pegar uma aeronave para parar Eren, mas descobrem que os jaegeristas o cercaram e Floch fez a família Azumabito como refém. |    | |                                                                              |                              |                         |
| 85 | 26 | "Traidores" Transliteração: "Uragirimono" (em japonês: 裏切り者) | Teruyuki Ōmine                                                               | Hiroshi Seko                 | 14 de março de 2022     |
| A aliança chega ao porto para usar a aeronave para seguir o Rugido da Terra até Marley, mas percebem que precisam de Azumabito e dos técnicos de Hizuru para ajudarem a prepará-lo e mantê-lo. Magath, tendo uma mudança de opinião, tenta isentar os eldianos de matarem seus ex-companheiros jaegeristas, mas Armin se recusa, acreditando em uma solução pacífica. Ele e Connie entram no porto, anunciando a Floch que os marleyanos escaparam pelo mar e que precisam da aeronave para persegui-los. Eles o encontram, no entanto, pronto para ser destruído por explosivos com os jaegeristas Samuel e Daz montando guarda. Embora inicialmente desconfiado dos colegas, os dois são convencidos a desarmar os explosivos. Floch, no entanto, percebe o blefe de Armin e tenta matar Azumabito e os técnicos restantes, mas Mikasa invade o prédio e os salva, enquanto Jean, Hange e Magath lideram o grupo para o porão por segurança enquanto uma batalha entre os jaegeristas contra os titãs de Reiner e Annie começa. No cais, Armin tenta impedir Daz de rearmar os explosivos, mas é baleado por Samuel. Connie luta contra ele e Daz e eventualmente atira e mata seus ex-companheiros. |    | |                                                                              |                              |                         |
| 86 | 27 | "Retrospectiva" Transliteração: "Kaiko" (em japonês: 懐古) | Jun Shishido                                                                 | Hiroshi Seko                 | 21 de março de 2022     |
| Os engenheiros de Hizuru informam Hange que levará pelo menos meio dia para preparar a aeronave. Azumabito sugere que eles possam escapar de navio e prepará-la na cidade costeira de Odiha, onde eles possuem um armazém, embora Hange perceba que será tarde demais para salvar Liberio. Eles então correm para o navio enquanto Annie e Reiner usam seus titãs para proteger Azumabito e os engenheiros. Enquanto isso, Mikasa, Hange, Jean e Connie lutam contra Floch e os jaegeristas com Pieck entrando na luta depois de entregar Levi, Gabi, Yelena e Onyankopon a Magath no cais. Floch tenta destruir o casco do navio com uma lança do trovão, mas é baleado por Gabi e cai no mar. Vendo que os outros estão prestes a serem sobrepujados, Falco se transforma no Titã Mandíbula para ajudar a aliança a derrotar os jaegeristas. No entanto, ele eventualmente perde o controle e tenta comer Pieck, mas Magath consegue extraí-lo de seu titã. Vendo um cruzador marleyano com jaegeristas na costa, Magath decide ficar para trás para destruí-lo e encontra Shadis, que os seguiu até o porto. Os dois destroem a embarcação ao custo de suas próprias vidas enquanto os demais partem para Odiha. No navio, Hange informa a todos que Marley e Liberio não podem ser salvos e Annie mais uma vez questiona Mikasa se ela pode deixar Eren ser morto para parar o Rugido da Terra. |    | |                                                                              |                              |                         |
| 87 | 28 | "O Alvorecer da Humanidade" Transliteração: "Jinrui no Yoake" (em japonês: 人類の夜明け) | Hidekazu Hara Mitsue Yamazaki Tokio Igarashi                                 | Hiroshi Seko                 | 4 de abril de 2022      |
| Vários meses antes do ataque a Liberio, a Divisão de Reconhecimento chega à costa de Marley. No caminho para visitar Azumabito, eles testemunham a perseguição contra os súditos de Ymir depois de resgatarem um jovem ladrão chamado Ramzi de uma multidão de marleyanos. Hange espera forjar uma paz aliando-se ao Grupo de Proteção dos Súditos de Ymir, que fará um discurso no dia seguinte. Ao descobrir que Eren desapareceu, Mikasa o acha na casa de Ramzi. Eren questiona a lealdade de Mikasa a ele, perguntando o que ele significa para ela, ao que Mikasa fica surpresa e o chama de sua família. O resto do grupo acha os dois e eles passam a noite festejando com a família de Ramzi. No dia seguinte, na assembleia do Grupo de Proteção, o representante deles declara que os súditos de Ymir que não se veem como eldianos devem ser libertados, enquanto os "demônios" de Paradis devem ser exterminados, o que recebe apoio unânime do público. Eren parte e não entra em contato com a Divisão de Reconhecimento novamente até o ataque a Liberio. Flashbacks revelam Eren encontrando Yelena e concordando em seguir o plano de eutanásia de Zeke enquanto informa Floch de seus planos reais; Zeke dizendo a ele que os Ackermans não são realmente escravos que seguem a pessoa que eles salvam e portanto Mikasa é dedicada a Eren por outro motivo; e Historia decidindo engravidar na esperança de parar o plano de Eren. Este diz a Zeke que sua única razão para matar toda a vida fora da ilha é para que seus amigos possam viver vidas longas e felizes. No presente, a Aliança Global faz uma tentativa inútil com sua marinha para impedir que Eren e seus titãs colossais cheguem a Marley, sendo facilmente destruídos enquanto os titãs avançam pelo continente. |    | |                                                                              |                              |                         |
| Parte 3 |    | |                                                                              |                              |                         |
| 88 | 29 | "Os Capítulos Finais (Primeira Parte)" "Kanketsu-hen (Zenpen)" (japonês: 完結編（前編）) Episódios de televisão: - "O Rugido da Terra" - Transliteração: "Jinarashi" (japonês: 地鳴らし) - "As Asas da Liberdade" - Transliteração: "Jiyū no Tsubasa" (japonês: 自由の翼) - "Nas Profundezas do Desespero" - Transliteração: "Zetsubō no Fuchi nite" (japonês: 絶望の淵にて) | Yuichiro Hayashi Ryota Aikei Tokio Igarashi                                  | Hiroshi Seko                 | 4 de março de 2023      |
| 89 | 30 | "Os Capítulos Finais (Primeira Parte)" "Kanketsu-hen (Zenpen)" (japonês: 完結編（前編）) Episódios de televisão: - "O Rugido da Terra" - Transliteração: "Jinarashi" (japonês: 地鳴らし) - "As Asas da Liberdade" - Transliteração: "Jiyū no Tsubasa" (japonês: 自由の翼) - "Nas Profundezas do Desespero" - Transliteração: "Zetsubō no Fuchi nite" (japonês: 絶望の淵にて) | Yuichiro Hayashi Ryota Aikei Tokio Igarashi                                  | Hiroshi Seko                 | 4 de março de 2023      |
| 90 | 31 | "Os Capítulos Finais (Primeira Parte)" "Kanketsu-hen (Zenpen)" (japonês: 完結編（前編）) Episódios de televisão: - "O Rugido da Terra" - Transliteração: "Jinarashi" (japonês: 地鳴らし) - "As Asas da Liberdade" - Transliteração: "Jiyū no Tsubasa" (japonês: 自由の翼) - "Nas Profundezas do Desespero" - Transliteração: "Zetsubō no Fuchi nite" (japonês: 絶望の淵にて) | Yuichiro Hayashi Ryota Aikei Tokio Igarashi                                  | Hiroshi Seko                 | 4 de março de 2023      |
| Capítulo 1 – "O Rugido da Terra": O Rugido da Terra continua, com os Titãs Colossais matando inúmeras pessoas, incluindo Ramzi e seu irmão e os pais de Grisha, além de destruir civilizações em todo o mundo. Enquanto isso, o navio que transporta a Divisão e os guerreiros chega a Odiha. Pensando que seu pai já está morto, Annie decide ficar para trás com Gabi, Falco, Yelena e Azumabito, enquanto os outros pegam a aeronave para deter Eren. No dia seguinte, quando o grupo estava prestes a decolar, Floch, tendo sobrevivido à batalha no porto, danifica o casco da aeronave antes de ser morto por Mikasa, permitindo que o Rugido os alcance. Enquanto a aeronave é reparada, Hange nomeia Armin como o próximo comandante da Divisão de Reconhecimento antes de enfrentar os Titãs Colossais sozinho, dando aos outros tempo suficiente para fazer a aeronave decolar. Hange é recebido no pós-vida por Erwin, Moblit e outros membros da Divisão mortos. Eles garantem a Hange que seu dever como comandante foi cumprido. Capítulo 2 - "Pecadores": A caminho de Eren, o grupo discute planos para enfrentá-lo, com Armin ainda acreditando em uma resolução pacífica. Durante a conversa, Eren de repente os traz para os Caminhos, explicando que para parar o Rugido da Terra eles devem matá-lo. Ele explica ainda que não tirará a liberdade deles de fazê-lo, assim como tem a liberdade de seguir em frente. De volta ao navio, Falco revela a Annie que seu titã pode ter a habilidade de voar. Muitos refugiados de Liberio, incluindo as famílias dos Guerreiros, fogem para o Forte Salta, uma base marleyana. Ao chegarem, eles veem uma série de dirigíveis lançando um ataque contra Eren e seus titãs. No entanto, a tropa é rapidamente destruída pelo Titã Bestial, que se materializou na forma esquelética de Eren, deixando todos completamente desesperados. Só então a aeronave chega e os membros da Divisão e os guerreiros saltam para combatê-lo. Pieck e Reiner se transformam, com o último conseguindo imobilizar o Titã Bestial. Armin chama Eren, perguntando o que nele é livre. |    | |                                                                              |                              |                         |
| Parte 4 |    | |                                                                              |                              |                         |
| 91 | 32 | "Os Capítulos Finais (Parte Final)" Transliteração: "Kanketsu-hen (Kōhen)" (japonês: 完結編（後編）) Episódios de televisão: - "A Batalha do Céu e da Terra" - Transliteração: "Ten to Chi no Tatakai" (japonês: 天と地の戦い) - "Ofereçam Seus Corações" - Transliteração: "Shinzō o Sasageyo" (japonês: 心臓を捧げよ) - "Um Longo Sonho" - Transliteração: "Nagai Yume" (japonês: 長い夢) - "Em Direção à Árvore Naquela Colina" - Transliteração: "Ano Oka no Ki ni Mukatte" (japonês: あの丘の木に向かって) | Yuichiro Hayashi Ryota Aikei Tokio Igarashi                                  | Yuichiro Hayashi Ryota Aikei | 5 de novembro de 2023   |
| 92 | 33 | "Os Capítulos Finais (Parte Final)" Transliteração: "Kanketsu-hen (Kōhen)" (japonês: 完結編（後編）) Episódios de televisão: - "A Batalha do Céu e da Terra" - Transliteração: "Ten to Chi no Tatakai" (japonês: 天と地の戦い) - "Ofereçam Seus Corações" - Transliteração: "Shinzō o Sasageyo" (japonês: 心臓を捧げよ) - "Um Longo Sonho" - Transliteração: "Nagai Yume" (japonês: 長い夢) - "Em Direção à Árvore Naquela Colina" - Transliteração: "Ano Oka no Ki ni Mukatte" (japonês: あの丘の木に向かって) | Yuichiro Hayashi Ryota Aikei Tokio Igarashi                                  | Yuichiro Hayashi Ryota Aikei | 5 de novembro de 2023   |
| 93 | 34 | "Os Capítulos Finais (Parte Final)" Transliteração: "Kanketsu-hen (Kōhen)" (japonês: 完結編（後編）) Episódios de televisão: - "A Batalha do Céu e da Terra" - Transliteração: "Ten to Chi no Tatakai" (japonês: 天と地の戦い) - "Ofereçam Seus Corações" - Transliteração: "Shinzō o Sasageyo" (japonês: 心臓を捧げよ) - "Um Longo Sonho" - Transliteração: "Nagai Yume" (japonês: 長い夢) - "Em Direção à Árvore Naquela Colina" - Transliteração: "Ano Oka no Ki ni Mukatte" (japonês: あの丘の木に向かって) | Yuichiro Hayashi Ryota Aikei Tokio Igarashi                                  | Yuichiro Hayashi Ryota Aikei | 5 de novembro de 2023   |
| 94 | 35 | "Os Capítulos Finais (Parte Final)" Transliteração: "Kanketsu-hen (Kōhen)" (japonês: 完結編（後編）) Episódios de televisão: - "A Batalha do Céu e da Terra" - Transliteração: "Ten to Chi no Tatakai" (japonês: 天と地の戦い) - "Ofereçam Seus Corações" - Transliteração: "Shinzō o Sasageyo" (japonês: 心臓を捧げよ) - "Um Longo Sonho" - Transliteração: "Nagai Yume" (japonês: 長い夢) - "Em Direção à Árvore Naquela Colina" - Transliteração: "Ano Oka no Ki ni Mukatte" (japonês: あの丘の木に向かって) | Yuichiro Hayashi Ryota Aikei Tokio Igarashi                                  | Yuichiro Hayashi Ryota Aikei | 5 de novembro de 2023   |
| Capítulo 3 - "A Batalha do Céu e da Terra": A Divisão e os Guerreiros pousam nas costelas de Eren e incapacitam o Titã Bestial, percebendo que este é apenas um receptáculo vazio sem Zeke. Antes que Armin tenha a chance de se transformar, ele é capturado e preso na boca de um titã. De repente, inúmeras versões passadas dos Nove Titãs aparecem nas costas de Eren, criadas por Ymir Fritz para defendê-lo. Quando os dois grupos são quase derrotados, Annie e Gabi aparecem nas costas do novo Titã Mandíbula voador de Falco. Enquanto isso, Armin descobre Zeke nos Caminhos. Capítulo 4 - "Um Longo Sonho": Nos Caminhos, Armin e Zeke conversam sobre o sentido da vida e convocam os portadores de titãs mortos ao longo da série para ajudarem a aliança. Zeke então se materializa e permite que Levi o mate, o que interrompe o Rugido da Terra. Depois que Armin é resgatado, ele usa o poder de seu Titã Colossal para destruir o Titã Fundador de Eren, liberando o organismo semelhante a uma centopeia, a fonte de todo o poder dos titãs, da nuca de Eren. Falco voa até os refugiados de Liberio, mas o reencontro entre os Guerreiros e suas famílias é interrompido quando a fonte transforma os eldianos próximos, incluindo Jean, Connie e Gabi, em titãs para ajudar a defendê-lo. Reiner, Annie e Pieck enfrentam os titãs e a fonte para evitar que ela se reconecte com Eren enquanto ele se transforma no Titã Fundador mais uma vez para lutar contra Armin. Das costas do titã de Falco, Levi usa uma lança do trovão para destruir a boca do titã de Eren, expondo sua forma humana lá dentro, permitindo que Mikasa o decapite. Ymir é assim libertada dos Caminhos, que lhe permitem partir, e os poderes dos titãs, junto com a fonte, desaparecem do mundo, transformando todos os eldianos de volta em humanos permanentemente. Capítulo Final - "Em Direção à Árvore Naquela Colina": Após a morte de Eren, Armin e os outros relembram uma conversa com ele antes de sua morte, que revela que sua verdadeira motivação era garantir que o status de seus amigos fosse elevado a salvadores da humanidade para o resto do mundo, além de dar-lhes vidas longas e plenas em um mundo livre de titãs. Depois de lamentar a morte do amigo, Armin decide assumir o crédito pela morte de Eren, enquanto Mikasa leva sua cabeça para ser enterrada em Paradis e o resto da aliança é aclamada como heróis pelos sobreviventes do Rugido. Três anos depois, com 80% da humanidade dizimada, os jaegeristas fortalecem as forças armadas de Paradis para se preparar para um potencial ataque futuro do resto do mundo, enquanto os membros da aliança restantes se tornam embaixadores mundiais para negociações de paz com a ilha. Mikasa enterra a cabeça de Eren sob a árvore a qual ele frequentemente descansava quando criança e continua visitando seu túmulo pelo resto de sua vida. Muitas gerações depois, uma Paradis futurista é bombardeada por mísseis e destruída em uma guerra. Com o tempo, o lugar é tomado por uma selva, dentro da qual um menino solitário e seu cachorro se aproximam da árvore onde Eren foi enterrado, que cresceu e agora se assemelha com a árvore original que continha a fonte do poder dos titãs. |    | |                                                                              |                              |                         |

## Produção e exibição
Após a exibição do episódio final da terceira temporada em 1 de julho de 2019, foi anunciado que a quarta e última temporada de Shingeki no Kyojin estava agendada para lançamento no outono de 2020 na NHK General. Em 22 de setembro de 2020, os serviços de streaming Crunchyroll e Funimation anunciaram que a temporada final seria transmitida no final daquele ano. No dia seguinte, a NHK listou a estreia da temporada para 7 de dezembro de 2020. Além da exibição no Japão, Crunchyroll e Funimation transmitiram a série simultaneamente internacionalmente com legendas em seus respectivos sites. A Funimation também disponibilizou uma versão dublada em português brasileiro.
Em 29 de maio de 2020 foi confirmado que quarta temporada seria produzida pelo estúdio MAPPA ao invés do Wit Studio. Jun Shishido e Yūichirō Hayashi substituíram Tetsurō Araki e Masashi Koizuka como diretor-chefe e diretor, respectivamente, Hiroshi Seko assumiu como roteirista no lugar de Yasuko Kobayashi e Tomohiro Kishi substituiu Kyōji Asano como designer de personagens. Hiroyuki Sawano retorna como compostior, sendo acompanhado por Kohta Yamamoto.
A primeira parte da temporada foi composta por 16 episódios, exibidos até 29 de março de 2021. No dia que o último episódio foi ao ar, o MAPPA confirmou que uma segunda parte estava em desenvolvimento e que ela completaria a história do mangá. Com um lançamento previsto para a temporada de transmissão de inverno japonesa de 2022, a data de estreia da segunda parte mais tarde foi anunciada para 10 de janeiro daquele ano. Nesta parte foram exibidos 12 episódios, transmitidos até 4 de abril de 2022, mas não completaram a história do mangá. Pouco depois, foi confirmado que uma terceira parte seria produzida para completar a história e seria lançada em 2023. Em 17 de janeiro de 2023 foi anunciado que a terceira parte seria dividida em duas metades, com o primeiro deles estreando em 4 de março. A quarta e última parte foi exibida em 5 de novembro do mesmo ano como um especial de uma hora e meia. Os dois especiais também foram relançados nos serviços de streaming como episódios individuais de televisão a partir de 19 de novembro de 2023: o primeiro servindo como os episódios 88–90 e o segundo como os episódios 91–94 do anime.

## Música
A música-tema de abertura da primeira parte da temporada é "My War" de Shinsei Kamattechan, enquanto o tema de encerramento é "Shock" de Yuuko Andou. Na segunda parte, "The Rumbling", da banda SiM, é usada na abertura, enquanto o tema de encerramento é "Akuma no Ko" (悪魔の子) de Ai Higuchi. Para o primeiro especial da terceira parte, o tema de encerramento foi "Under the Tree", também da SiM. Na última parte, o tema de encerramento é "Ni Sen-nen... Moshikuwa... ni Man'nengo no Kimi e" (二千年... 若しくは... 二万年後の君へ・・・, Para você 2 000 anos... ou... 20 000 anos a partir de agora...) interpretada pela Linked Horizon. Para a versão individual dos dois especiais, o tema de abertura é "Saigo no Kyojin" (最後の巨人, lit. "O último titã")  interpretado pela Linked Horizon, enquanto o tema de encerramento é  "Itterasshai" (いってらっしゃい, lit. "Até mais tarde") de Ai Higuchi.
A trilha sonora é dirigida por Masafumi Mima e composta por Kohta Yamamoto (nas faixas 1–20) e Hiroyuki Sawano (nas faixas 21–23), e foi lançada em 23 de junho de 2021 pela Pony Canyon. Foi lançado digitalmente em vários sites, incluindo Apple Music e Spotify. Ela contém 23 faixas, com dois vocais apresentando performances de cumi e Hannah Grace. A trilha sonora da segunda parte foi lançada em 22 de junho de 2022, enquanto a música da terceira parte foi publicada em 8 de novembro de 2023.

### Lista de faixas
| "Attack on Titan" The Final Season (Original Soundtrack) |                                  |                                |         |  |
| N.º                                                      | Título                           | Artista(s)                     | Duração |  |
| 1.                                                       | "Ashes on The Fire"              | Yamamoto                       | 4:34    |  |
| 2.                                                       | "The Other Side of the Sea"      | Yamamoto                       | 4:57    |  |
| 3.                                                       | "Splinter Wolf"                  | Yamamoto cumi (vocals)         | 5:21    |  |
| 4.                                                       | "Nightmare"                      | Yamamoto                       | 3:41    |  |
| 5.                                                       | "Guilty Hero"                    | Yamamoto                       | 4:22    |  |
| 6.                                                       | "The Successor"                  | Yamamoto                       | 4:09    |  |
| 7.                                                       | "Memory Lane"                    | Yamamoto Hannah Grace (vocais) | 3:03    |  |
| 8.                                                       | "Liberio at Night"               | Yamamoto                       | 2:56    |  |
| 9.                                                       | "Liberio Festival"               | Yamamoto                       | 3:03    |  |
| 10.                                                      | "True History"                   | Yamamoto                       | 5:20    |  |
| 11.                                                      | "The Warriors"                   | Yamamoto                       | 4:06    |  |
| 12.                                                      | "The Fall of Marley"             | Yamamoto                       | 3:18    |  |
| 13.                                                      | "Zeek's Plan"                    | Yamamoto                       | 3:47    |  |
| 14.                                                      | "Nowhere to go"                  | Yamamoto                       | 3:05    |  |
| 15.                                                      | "Atonement"                      | Yamamoto                       | 3:18    |  |
| 16.                                                      | "Cold Light"                     | Yamamoto                       | 3:34    |  |
| 17.                                                      | "The Reason"                     | Yamamoto                       | 3:26    |  |
| 18.                                                      | "Friendships"                    | Yamamoto                       | 3:44    |  |
| 19.                                                      | "Memory Lane Vln ver."           | Yamamoto                       | 3:03    |  |
| 20.                                                      | "Liberio at Night Pf & Vln ver." | Yamamoto                       | 2:57    |  |
| 21.                                                      | "AOTF-s1"                        | Sawano                         | 7:57    |  |
| 22.                                                      | "AOTF-s2"                        | Sawano                         | 3:33    |  |
| 23.                                                      | "AOTF-s3"                        | Sawano                         | 3:42    |  |
| Duração total:                                           | Duração total:                   | Duração total:                 | 90:56   |  |

| TV Anime "Attack on Titan" The Final Season (Original Soundtrack) 02 |                                |                |         |  |
| N.º                                                                  | Título                         | Artista(s)     | Duração |  |
| 1.                                                                   | "Footsteps of Doom"            | Yamamoto       | 5:06    |  |
| 2.                                                                   | "Into the Night Acoustic ver." | Yamamoto       | 2:11    |  |
| 3.                                                                   | "Ashes on The Fire -PTV-"      | Yamamoto       | 5:06    |  |
| 4.                                                                   | "MAN-Child"                    | Yamamoto       | 3:47    |  |
| 5.                                                                   | "All of The Freedoms"          | Yamamoto       | 4:38    |  |
| 6.                                                                   | "TRAITOR"                      | Yamamoto       | 4:47    |  |
| 7.                                                                   | "Night of The End"             | Yamamoto       | 4:01    |  |
| 8.                                                                   | "From You, 2,000 Years Ago"    | Yamamoto       | 6:55    |  |
| 9.                                                                   | "The Global Allied Fleet"      | Yamamoto       | 3:54    |  |
| 10.                                                                  | "MICHI"                        | Yamamoto       | 4:44    |  |
| 11.                                                                  | "THAW"                         | Yamamoto       | 4:17    |  |
| 12.                                                                  | "Into the Night"               | Yamamoto       | 4:09    |  |
| 13.                                                                  | "EL○"                          | Sawano         | 4:41    |  |
| 14.                                                                  | "YouSee-Power"                 | Sawano         | 4:17    |  |
| 15.                                                                  | "ətˈæk 0N tάɪtnᐸTFSvᐳ"         | Sawano         | 4:57    |  |
| Duração total:                                                       | Duração total:                 | Duração total: | 67:30   |  |

| TV Anime "Attack on Titan" The Final Season (Original Soundtrack) 03 |                           |                  |         |  |
| N.º                                                                  | Título                    | Artista(s)       | Duração |  |
| 1.                                                                   | "An Ordinary Day"         | Yamamoto         | 5:43    |  |
| 2.                                                                   | "Aim of the Fate"         | Yamamoto         | 3:40    |  |
| 3.                                                                   | "Liar"                    | Yamamoto         | 3:57    |  |
| 4.                                                                   | "ətˈæk till we are Ashes" | Yamamoto, Sawano | 6:54    |  |
| 5.                                                                   | "Vanishment"              | Yamamoto         | 3:20    |  |
| Duração total:                                                       | Duração total:            | Duração total:   | 23:34   |  |

## Home media

### Lançamento no Japão
| Volume | Volume | Episódios            | Data de lançamento | Ref.   |
| ------ | ------ | -------------------- | ------------------ | ------ |
|        | 1      | 60–67                | 7 de julho de 2021 | [ 69 ] |
| 2      | 68–75  | 4 de agosto de 2021  | [ 70 ]             |        |
| 3      | 76–81  | 20 de julho de 2022  | [ 71 ]             |        |
| 4      | 82–87  | 17 de agosto de 2022 | [ 72 ]             |        |
| 5      | 88–95  | 20 de março de 2024  | [ 73 ]             |        |